# Лопатско неолитно селище
Лопатското неолитно селище (на македонска литературна норма: Лопатска неолитска населба, Амам Лопате) е археологически обект, неолитно селище, разкрито в кумановското село Лопате, Северна Македония.

## История
Селището е разкрито в центъра на Лопате, около стария Лопатски хамам (Амам), близо до десния бряг на Липковската река. Според характеристиките на материалните остатъци, в частност типологията на типовете и декоративните мотиви при кермичкните съдове, а и култовите предмети, открити в 1978 година, селището е датирано в Късния неолит и принадлежи на Винчанската култура.